# Thelma Fardin
Pour les articles homonymes, voir Fardin et Caggiano (homonymie).
Thelma Ines Fardín, née le 24 octobre 1992 à San Carlos de Bariloche (Bariloche) est une actrice argentine. Elle est connue pour sa participation dans la série De tout mon cœur, dans laquelle elle joue le rôle de Joséphine Beltran.

## Accusation portée contre Juan Darthés
Elle est à l'origine, du mouvement #MeToo en Argentine, après avoir témoigné dans une vidéo postée le 11 décembre 2018, dans laquelle elle accuse l'acteur Juan Darthés de l'avoir violée en 2009 lors d'une tournée promotionnelle de la série De tout mon cœur, lorsque l'actrice avait 16 ans et lui 45 ans, dans une chambre d'hôtel au Nicaragua,. L'acteur avait reçu des accusations antérieurs d'abus sexuel des actrices Ana Coacci et de Natalia Juncos et de harcèlement pour l'actrice Calu Rivero.
Avec le mouvement Mirá cómo nos ponemos (es) beaucoup de personnes ont exprimé leur mécontentement sur les réseaux sociaux de ce qu'il y aurait été commis en Argentine.

## Filmographie

### Télévision

#### Courts métrages
- 2003 : Dádiva de un alma errante :
- 2013 : Él piensa, ella piensa : Ella

#### Téléfilms
- 1999 : La edad del sol :
- 2001 : Click : la fille du supermarché
- 2014 : Amanda : el día que Einstein vivió en La Plata : Amanda
- 2018 : Callcenter	: Laura
- 2020 : Giro de ases : Mariana
- 2021 : La estrella roja : Laila Salama

#### Séries télévisées
- 1999 à 2000 : Cabecita : une petite fille
- 2000 : Los Iturralde : Marina Iturralde
- 2001 : Tiempo final : Isabel
- 2002 : Los simuladores : Sofia Pasternak
- 2003 : Dr. Amor : Carla
- 2004 : La niñera : Cintia
- 2004 : Dibujando la tarde : Florencia Vidal
- 2005 : Chicos.ar : une conductrice
- 2006 : Sos mi vida : Laura Fernández
- 2007 à 2008 : De tout mon cœur : Joséphine Beltran (Josefina Beltrán en VO)
- 2009 à 2010 : Consentidos : Luz Villegas
- 2011 : Un año para recordar : Sabrina Castro
- 2011 : Tiempo de pensar : Luna
- 2011 : Dance! : Renata Pereyra
- 2011 : Mentira la verdad : Tatiana Martínezs
- 2011 : Peter Punk : Lulú Reye
- 2011 : Presentes : Jimena
- 2012 : El hombre de tu vida : Laura García
- 2012 - 2015 : Historias de corazón : Julia
- 2014 : Somos familia : Mara Alevi
- 2014 : Guapas : Jéssica
- 2014 : Conflictos modernos : Amiga de Luciana
- 2016 à 2018 : Soy Luna : Florencia "Flor" Balsano
- 2017 : Divina, está en tu corazón : Lilianna (Yanina en VO)
- 2018 : Kally's Mashup, la voix de la pop : Mara